# Live at the Roxy (Social Distortion)
Live at the Roxy is het eerste en tot dusver enige livealbum van de Amerikaanse punkband Social Distortion. Het album werd uitgegeven op 30 juni 1998 via het platenlabel Time Bomb Recordings op cd, lp en cassette. Het omvat live opgenomen nummers uit de gehele carrière van de band op dat moment. In 2018 werd het heruitgegeven als dubbel-elpee door Craft Recordings.
Live at the Roxy is het laatste album van Social Distortion waar de oorspronkelijke gitarist van de band, Dennis Danell, op te horen is. Danell overleed in 2000. Het is tevens het eerste album waar drummer Chuck Biscuits aan heeft meegewerkt.

## Nummers
1. "Story of My Life" - 6:00
2. "Bad Luck" - 4:27
3. "Under My Thumb" (cover van The Rolling Stones) - 2:51
4. "Prison Bound" - 6:36
5. "Mommy's Little Monster" - 4:05
6. "Mass Hysteria" - 3:23
7. "The Creeps" - 3:03
8. "Another State of Mind" - 2:51
9. "Let It Be Me" - 4:29
10. "No Pain, No Gain" - 3:24
11. "Cold Feelings" - 3:54
12. "Telling Them" - 3:58
13. "I Was Wrong" - 4:01
14. "1945" - 3:00
15. "Don't Drag Me Down" - 4:56
16. "Ball and Chain" - 7:04
17. "Ring of Fire" (cover van Johnny Cash) - 8:32
18. (ongetiteld) - 0:04

## Band
- Mike Ness - gitaar, zang
- Dennis Danell - slaggitaar
- John Maurer - basgitaar, achtergrondzang
- Chuck Biscuits - drums, slagwerk